# 灌頂ヶ滝
灌頂ヶ滝（かんじょうがだき）は、徳島県上勝町にある関ヶ谷川の滝。落差は約80m。とくしま水紀行50選選定。

## 地理
慈眼寺の下にあり、灌頂ヶ滝の灌頂（かんちょう）とは水行のことで、空海が水行をした伝説が残る滝として知られる。水量は多くないが80m程の落差があるため、流れは途中から霧のようになる。別名「旭の滝」と呼ばれ、晴天であれば午前中には「不動の来迎」といわれる滝の飛沫虹が見られる。
また、滝壺へとつながる階段を降りると不動明王が祀られている。

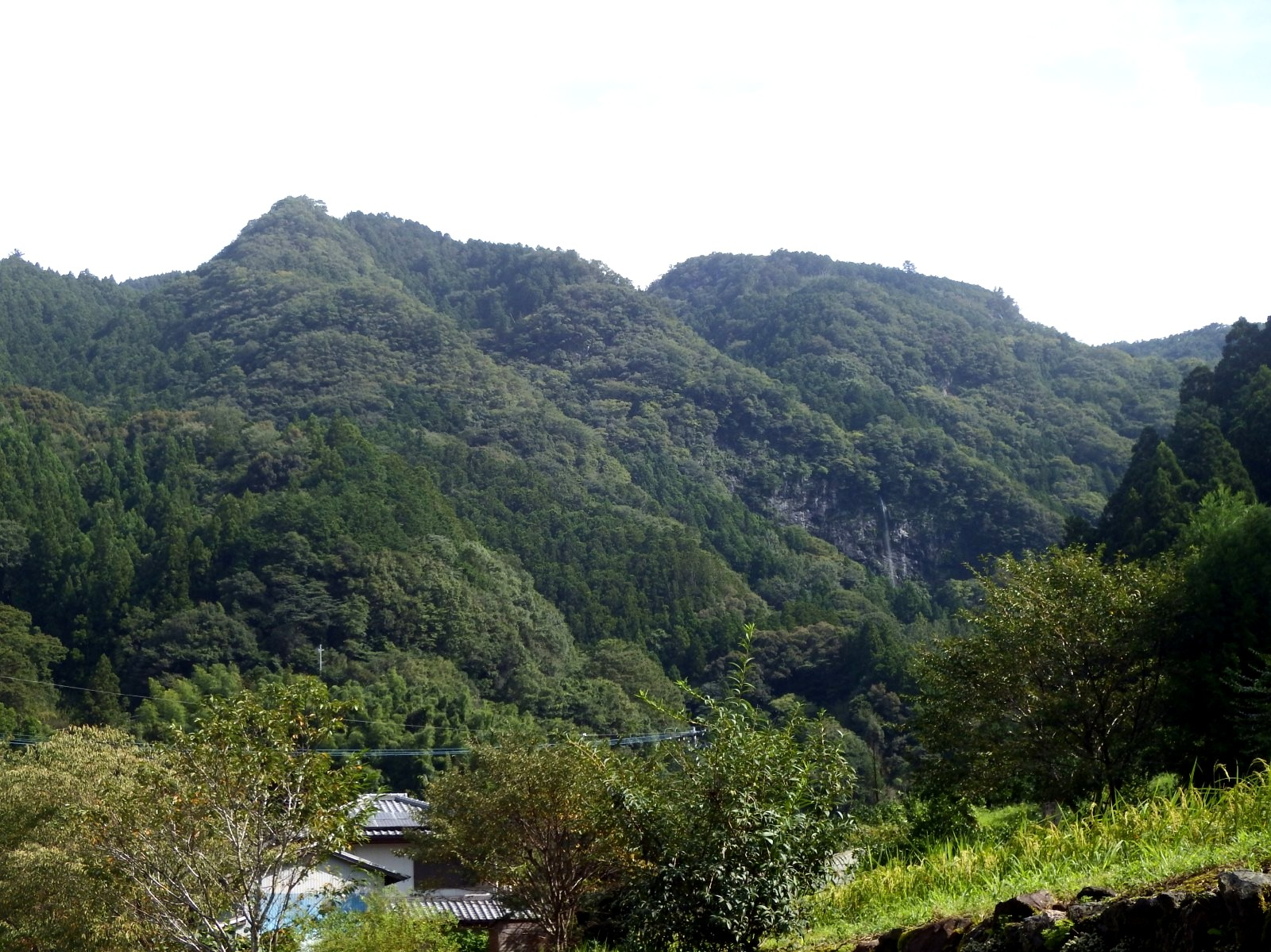
周辺環境 中央右に灌頂ヶ滝

## 交通
- JR「徳島駅」より車で約60分。